# Heinz Hax

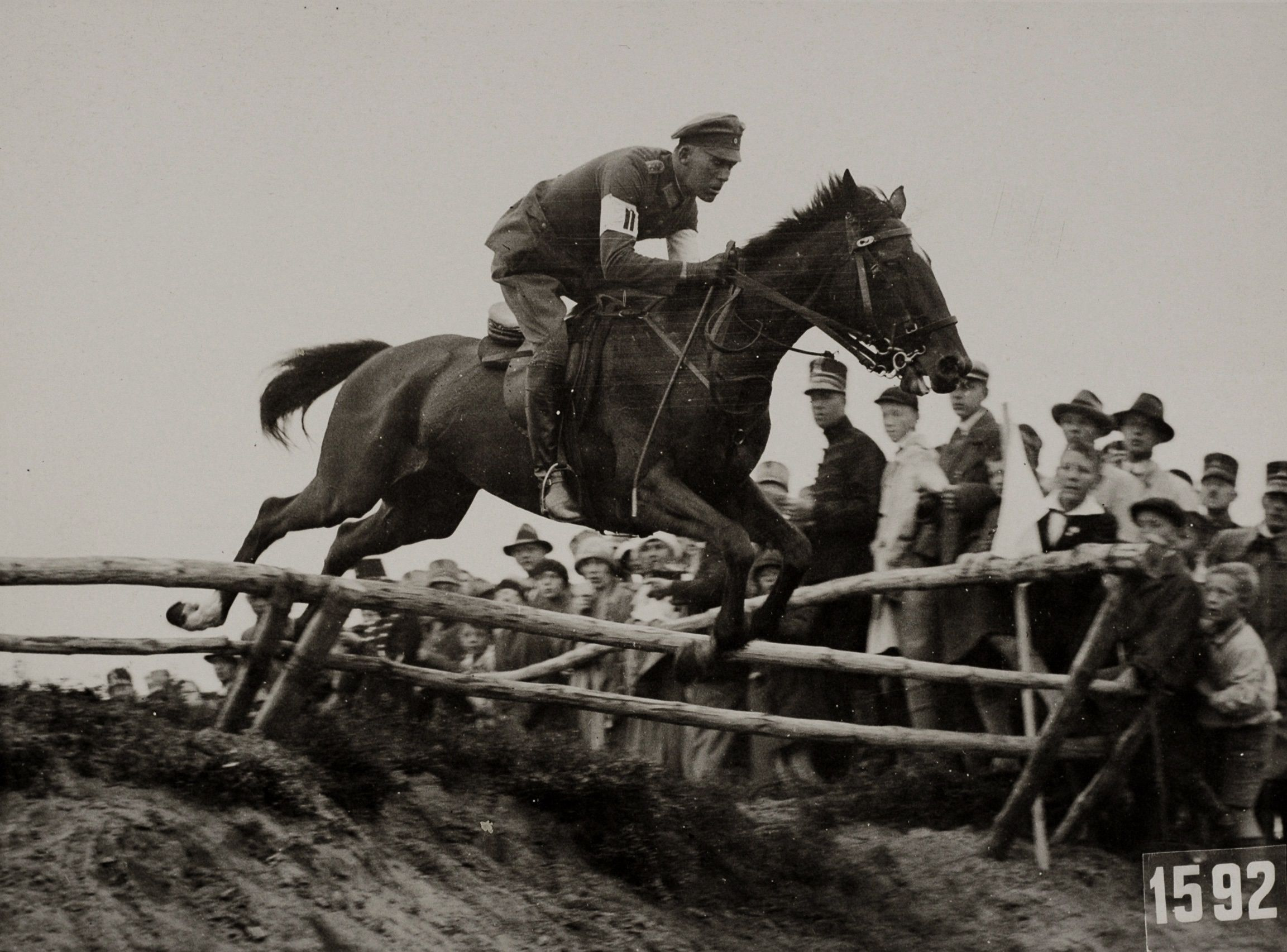
Hax (1928)

Heinrich Julius Georg „Heinz“ Hax (* 24. Januar 1900 in Berlin; † 1. September 1969 in Koblenz) war ein deutscher Moderner Fünfkämpfer, Sportschütze und Offizier der deutschen Wehrmacht sowie der Bundeswehr, zuletzt als Generalmajor.

## Leben

### Sportliche Karriere
Heinrich-Georg Hax war der Sohn von Georg Hax, der im Wasserball und im Turnen an den Olympischen Spielen teilgenommen hatte. Auch Heinz Hax erwies sich als vielseitig. Bei den Olympischen Spielen 1928 belegte er den fünften Platz im Modernen Fünfkampf, wobei er die Einzeldisziplin Schießen gewann und im Reiten den zweiten Platz belegte. Bei den Olympischen Spielen 1932 trat Heinz Hax im Schießen mit der Schnellfeuerpistole an. Er gewann die Silbermedaille hinter dem Italiener Renzo Morigi. Vier Jahre später bei den Olympischen Spielen 1936 erreichte er erneut den zweiten Platz, diesmal hinter dem Deutschen Cornelius van Oyen.
Bei den deutschen Einzelmeisterschaften im Degenfechten, einer der fünf Einzeldisziplinen des modernen Fünfkampfes, belegte er 1929 und 1931 den zweiten, 1930 und 1934 den dritten Platz.

### Militärische Laufbahn
Gegen Ende des Ersten Weltkriegs war Hax in das Garde-Füsilier-Regiment in Berlin eingetreten. 1922 wurde er Leutnant bei der Reichswehr. Zum Zeitpunkt seiner letzten Olympiateilnahme war Hax in der Wehrmacht zum Hauptmann befördert.
Im Zweiten Weltkrieg war er Generalstabsoffizier in der Heeresgruppe Süd beim Überfall auf die Sowjetunion und wurde 1944 Kommandeur eines Regiments der 11. Panzer-Division. Anfang 1945 kommandierte er die 8. Panzer-Division.
Nachdem er am 8. März 1945 als Oberst für die Führung der 8. Panzer-Division das Ritterkreuz des Eisernen Kreuzes erhielt, wurde er am 30. April 1945 mit dem Eichenlaub zum Ritterkreuz des Eisernen Kreuzes ausgezeichnet. Gegen Ende des Zweiten Weltkriegs war Hax bis zum Generalmajor aufgestiegen.
Nach dem Krieg wurde Hax wegen Kriegsverbrechen von einem sowjetischen Militärgericht zu 25 Jahren Zwangsarbeit verurteilt. Als Konrad Adenauer 1955 mit der sowjetischen Führung die Heimkehr deutscher Kriegsgefangener vereinbarte, kehrte auch Heinz Hax im Oktober 1955 nach Deutschland zurück. Hax trat 1956 als Brigadegeneral in die Bundeswehr ein und stieg auch hier zum Generalmajor auf. Ab 1958 war er Stellvertretender Kommandierender General beim III. Heereskorps in Koblenz.